# ۲۸ اکتبر
۲۸ اکتبر در تقویم گرگوری، سیصد و یکمین (در سال‌های کبیسه سیصد و دومین) روز سال است. ۶۴ روز تا پایان سال باقی است. این روز برابر است با ۶ آبان ماه در گاهشماری هجری خورشیدی.

## رویدادها
- ۱۹۴۰ - تهاجم ایتالیا به یونان آغاز شد.

## زادروزها
- ۱۹۳۰ - برنی اکلستون، کارآفرین ورزشی بریتانیایی و مدیر عامل گروه فرمول یک.
- ۱۹۳۲ - سوزی پارکر، بازیگر و مدل آمریکایی.
- ۱۹۴۰ - چنگیز جلیلوند، بازیگر و صدا پیشه ایرانی.
- ۱۹۵۵ - بیل گیتس، کارآفرین و بازرگان آمریکایی و مدیر عامل شرکت مایکروسافت.
- ۱۹۵۶ - محمود احمدی‌نژاد، سیاست‌مدار و ششمین رئیس‌جمهور ایران.
- ۱۹۶۲ - اریک تورستوت، بازیکن فوتبال اهل نروژ.
- ۱۹۶۳ - لورن هالی، بازیگر آمریکایی.
- ۱۹۶۷ - جولیا رابرتس، بازیگر آمریکایی.
- ۱۹۷۴ - واکین فینیکس، بازیگر اهل آمریکا.
- ۱۹۷۴ - دیان استفانوویچ، بازیکن فوتبال اهل صربستان.
- ۱۹۸۰ - ناتینا رید، خواننده و بازیگر آمریکایی.
- ۱۹۸۶ - آکی تویوساکی، صدا پیشه و بازیگر اهل ژاپن.
- ۱۹۸۷ - فرانک اوشن، خواننده و ترانه سرای آمریکایی.
- ۱۹۸۸ - دوون مورای، بازیگر ایرلندی.

## درگذشت‌ها
- ۱۷۱۵ - اندره دولیه دلاند، جهانگرد فرانسوی.
- ۱۸۵۷ - لویی-اوژن کاوینیاک، سیاستمدار و ژنرال فرانسوی.
- ۱۹۰۸ - شجاع نظام مرندی، حاکم مرند و از مخالف جنبش مشروطه.
- ۱۹۱۶ - کلیولند ابی، ستاره‌شناس اهل آمریکا.
- ۱۹۲۹ - برنهارت فون بولو، سیاستمدار و صدراعظم آلمانی.
- ۱۹۳۶ - نیوتن جیمز مور، سیاستمدار بریتانیایی.
- ۱۹۳۸ - نوح ابراهیم، شاعر و انقلابی فلسطینی.[۱]
- ۱۹۶۳ - مارت سار، آهنگساز و نوازنده اهل استونی.
- ۱۹۷۳ - سرجو توفانو، نمایشنامه‌نویس، کارگردان و نقاش اهل ایتالیا.
- ۲۰۰۷ - پرتر واگونر، خواننده و موسیقی‌دان آمریکایی.
- ۲۰۱۶ - ملحم برکات، موسیقی‌دان، خواننده، آهنگساز و بازیگر تئاتر لبنانی.
- ۲۰۲۳ - متیو پری، بازیگر آمریکایی-کانادایی.

## مناسبت‌ها
- روز جهانی انیمیشن